# Stjepan Mesić

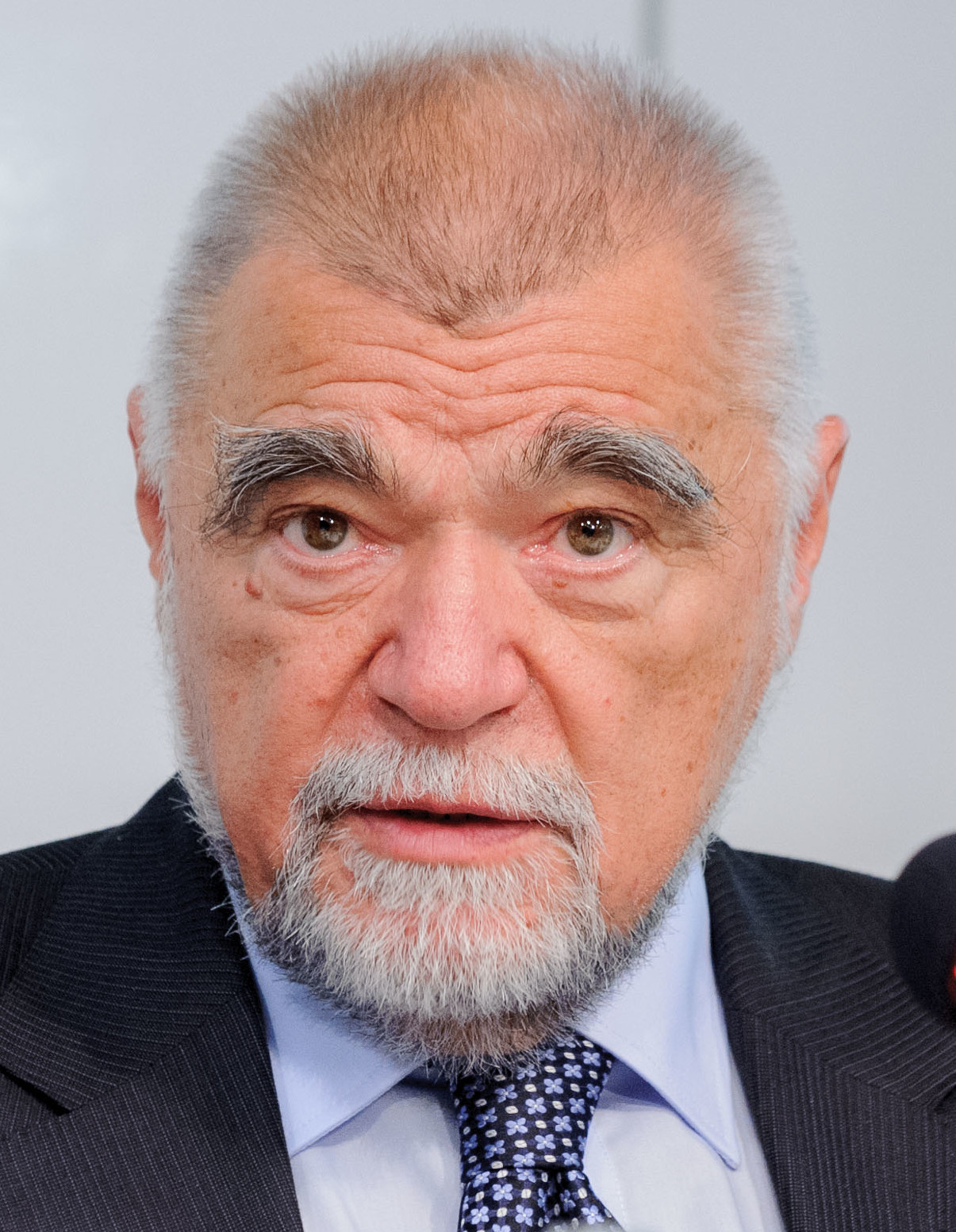
Stjepan Mesić (2012)

Stjepan „Stipe“ Mesić (* 24. Dezember 1934 in Orahovica, Königreich Jugoslawien) ist ein kroatischer Politiker. Er war vom 1. Juli bis zum 3. Oktober 1991 Präsident der Sozialistischen Föderativen Republik Jugoslawien (SFRJ) und vom 18. Februar 2000 bis zum 18. Februar 2010 Staatspräsident Kroatiens.

## Leben
Im Zweiten Weltkrieg nahm Mesićs Familie aktiv am Kampf der Partisanen gegen die faschistischen Besatzungsmächte teil, wobei elf Familienmitglieder ums Leben kamen. Mesić graduierte 1961 an der Universität Zagreb als Jurist  und war ab 1966 Abgeordneter im Parlament der Sozialistischen Republik Kroatien, einer der jugoslawischen Teilrepubliken. Im Jahr 1971 wurde er während des Kroatischen Frühlings wegen „konterrevolutionärer Umtriebe“, zusammen mit weiteren Vertretern der kroatischen Kommunisten, verhaftet, verurteilt und verbrachte ein Jahr in politischer Haft im Gefängnis Stara Gradiška. Danach arbeitete der gelernte Jurist als Anwalt für staatliche Unternehmen.
Im Juni 1989 war er Mitgründer der von Franjo Tuđman angeführten nationalkonservativen Kroatischen Demokratischen Gemeinschaft (HDZ), die bei der Parlamentswahl in Kroatien 1990 die absolute Mehrheit gewann.
Vom 30. Mai bis zum 24. August 1990 war er, von Tuđman ernannt, kroatischer Premierminister. Er war der gewählte kroatische Vertreter in der Jugoslawischen Bundespräsidentschaft, in der er erst als Vizepräsident und ab 1991 als Präsident tätig war.
Im Jahr 1991, als das Ende Jugoslawiens absehbar war, sagte er bei seiner Antrittsrede zu seiner Präsidentschaft der SFRJ: „Ich werde der letzte Präsident Jugoslawiens sein. Nach dem Ende meiner Regierungszeit wird es dieses Land in dieser Form nicht mehr geben.“
Im Mai 1994 trat er nach parteiinternen Meinungsverschiedenheiten, nach eigenen Angaben wegen der kroatischen Bosnien-Politik, aus der HDZ aus und gründete zusammen mit Josip Manolić die Partei der Kroatischen Unabhängigen Demokraten (HND). Das Parlamentspräsidium, das er seit 1991 innehatte, verlor er in Folge. 1997 trat er aus der HND aus und ging zur Kroatischen Volkspartei.
1997 und 1998 sagte Mesić vor dem Internationalen Strafgerichtshof für das ehemalige Jugoslawien in Den Haag als Zeuge im Prozess gegen den kroatischen General Tihomir Blaškić aus. Es wird angenommen, dass dies ein Akt der politischen Abrechnung mit Franjo Tuđman war, mit dem er sich zu Beginn der 1990er Jahre an der Spitze der Bewegung für die Unabhängigkeit Kroatiens eingesetzt hatte.
Am 18. Februar 2000 wurde Mesić als Nachfolger des zuvor verstorbenen Franjo Tuđman nach gewonnener Stichwahl gegen Dražen Budiša zum Staatspräsidenten Kroatiens.
Mesićs politische Ausrichtung ist linksliberal bis sozialdemokratisch. Er setzte sich für eine konsequente Demokratisierung und euro-atlantische Integration seines Landes, den gesellschaftlichen Ausgleich und eine Annäherung seines Landes an die Europäische Union ein.
Bei der Präsidentschaftswahl am 2. Januar 2005 kandidierte Mesić erneut. Er errang im ersten Wahlgang 48,9 Prozent der Stimmen und lag damit deutlich vor der HDZ-Kandidatin Jadranka Kosor, die etwa 20,3 Prozent der Stimmen erhielt. Im zweiten Wahlgang am 16. Januar 2005 setzte er sich mit 65,9 Prozent der Stimmen durch, bei einer Wahlbeteiligung von 51,0 Prozent.

## Aussagen zur Ustascha
Mesić hat während seiner politischen Karriere sehr unterschiedliche Aussagen zur Ustascha und dem von ihr kontrollierten Unabhängigen Staat Kroatien (NDH), der von 1941 bis 1945 existierte, gemacht. Während er Anfang der 1990er Jahre die Politik des NDH noch verteidigte, bekannte er sich später zu Demokratie und Freiheit und entschuldigte sich 2001 in einer Rede vor der Knesset für die Verbrechen des NDH-Staates gegen die Juden.
Im Dezember 2006 strahlte das staatliche kroatische Fernsehen HRT den Videomitschnitt einer Rede aus, die Mesić 1992 vor Vertretern der kroatischen Diaspora in Australien gehalten hatte, bei der er die Gründung des Unabhängigen Staates Kroatien 1941 verherrlichte und die Wichtigkeit einer Erinnerung an das Konzentrationslager Jasenovac bestritt. In der Folge wurden die drei Reporter, die für die Ausstrahlung des Mitschnitts verantwortlich waren, zeitweise vom Dienst suspendiert – offiziell wegen „unprofessioneller“ Arbeit. Die Suspendierung wurde erst nach heftigen Protesten seitens kroatischer Menschenrechtsorganisationen und Journalistenverbände zurückgenommen.

## Schriften
- Kako smo srušili Jugoslaviju : Politički memoari. Globus International, Zagreb 1992.